# Stepan Oganesjan
Stepan Ivanovič Oganesjan (in russo Степан Иванович Оганесян?; Meždurečensk, 28 settembre 2001) è un calciatore russo, attaccante dell'Orenburg.

## Carriera

### Club
Cresciuto nel settore giovanile dello Spartak Mosca, esordisce in prima squadra il 17 ottobre 2020, disputando l'incontro di Prem'er-Liga vinto per 2-3 contro il Chimki. Nel 2022 viene ceduto in prestito all'Orenburg.

### Nazionale
Ha rappresentato le nazionali giovanili russe Under-17, Under-18, Under-19 ed Under-21.

## Statistiche

### Presenze e reti nei club
Statistiche aggiornate all'8 agosto 2022.
| Stagione        | Squadra         | Campionato      | Campionato | Campionato | Coppe nazionali | Coppe nazionali | Coppe nazionali | Coppe continentali | Coppe continentali | Coppe continentali | Altre coppe | Altre coppe | Altre coppe | Totale | Totale |
| Stagione        | Squadra         | Comp            | Pres       | Reti       | Comp            | Pres            | Reti            | Comp               | Pres               | Reti               | Comp        | Pres        | Reti        | Pres   | Reti   |
| --------------- | --------------- | --------------- | ---------- | ---------- | --------------- | --------------- | --------------- | ------------------ | ------------------ | ------------------ | ----------- | ----------- | ----------- | ------ | ------ |
| 2019-2020       | Spartak-2 Mosca | 1D              | 2          | 0          |                 | -               | -               |                    | -                  | -                  |             | -           | -           | 2      | 0      |
| 2020-2021       | Spartak-2 Mosca | 1D              | 32         | 8          |                 | -               | -               |                    | -                  | -                  |             | -           | -           | 32     | 8      |
| 2021-2022       | Spartak-2 Mosca | 1D              | 35         | 6          |                 | -               | -               |                    | -                  | -                  |             | -           | -           | 35     | 6      |
| 2020-2021       | Spartak Mosca   | PL              | 1          | 0          | CR              | 1               | 0               |                    | -                  | -                  |             | -           | -           | 2      | 0      |
| 2021-2022       | Spartak Mosca   | PL              | 0          | 0          | CR              | 0               | 0               | UCL+UEL            | 0                  | 0                  |             | -           | -           | 0      | 0      |
| 2022-2023       | Orenburg        | PL              | 4          | 0          | CR              | 0               | 0               |                    | -                  | -                  |             | -           | -           | 4      | 0      |
| Totale carriera | Totale carriera | Totale carriera | 74         | 14         |                 | 1               | 0               |                    | 0                  | 0                  |             | -           | -           | 75     | 14     |